# Futa Helu
Futa Helu (17 de junio de 1934 – 2 de febrero de 2010 ) fue un filósofo, historiador y educador tongano, profesor emérito de Filosofía y Cultura Tongana. Estudió filosofía con el empirista australiano John Anderson y en 1963 fundó el Instituto Atenisi (Atenas, en tongano) para rendir homenaje a los filósofos griegos antiguos, Heráclito en particular. El instituto comenzó como un programa de educación continua para funcionarios públicos, luego inició una escuela secundaria en 1964 y una universidad en 1975.

## Biografía

### Primeros años
Helu nació el 17 de junio de 1934 en la aldea de Lotofoa, en la isla de Foa, en el archipiélago de Ha'apai, en el Reino de Tonga. Helu, de hecho, es un título menor, principalmente, que lleva la tarea de administrar tanto a la gente como a la tierra de la aldea. En Ha'apai, Futa era una estudiante brillante, aunque testarudo. En 1947 fue seleccionado para formar parte de la clase fundadora de la recién establecida Tonga High School ubicada en la capital, Nukualofa, siendo la escuela el proyecto de un prometedor príncipe heredero que accedería al trono como Taufa'ahau Tupou IV en 1967.

### Educación
Helu estudió en Australia en el Newington College (1953–1956) y la Universidad de Sídney (1957–60). En Sídney se centró en filosofía, literatura inglesa, matemáticas y física. De vuelta en Tonga, en abril de 1961, no se convirtió, como se podría haber esperado, en un burócrata del gobierno, sino que se presentó como tutor de quienes tienen problemas para mantenerse al día en la escuela. Su forma de enseñar pronto se hizo famosa, y muchos tonganos que ahora son figuras importantes afirman que inculcó un amor por el aprendizaje que impulsó sus carreras.

### Instituto Atenisi
El Instituto Atenisi fue inicialmente una escuela nocturna en el centro de la ciudad que ofrecía educación continua a los funcionarios públicos, y se convirtió en una escuela secundaria diurna en 1964. En 1966, Helu registró la escuela secundaria de Atenisi con el gobierno y al final de ese año arrendó una parcela de 6,5 hectáreas en Tufuenga, un distrito occidental de Nukualofa. 
El Dr. Helu no solo administró su instituto, sino que, como Thomas Jefferson en la Universidad de Virginia en el siglo XIX en Estados Unidos, diseñó sus aulas, laboratorios y bibliotecas, a menudo en estilo clásico.
En 1992, el Dr. Helu se unió al obispo católico de Tonga, Patelisio P. Fīnau, y al expresidente de la Iglesia Wesleyana Libre para patrocinar una conferencia que abogaba por la transición de Tonga de una monarquía feudal a una parlamentaria. El Gobierno no solo se opuso a este llamamiento, sino que también castigó a Atenisi por su defensa al negarse a emplear a sus graduados universitarios, una severa sanción en el mundo en desarrollo. El boicot se levantó después de la adhesión de un primer ministro común en 2006 y la concesión del gobierno al principio democrático.

### Matrimonio e hijos
Futa Helu estuvo casado con Kaloni Schaaf; La unión produjo seis hijos y numerosos nietos. Dos hijas se han distinguido en las artes escénicas: Sisiuno Helu, fundador del grupo y orquesta de artes escénicas ʻAtenisi, ha presentado faiva tongana y extractos animados de la ópera italiana en giras por el Pacífico, Europa y los Estados Unidos; ʻAtolomake Helu ha cantado soprano en lugares de renombre internacional, como los ayuntamientos de Sídney y Auckland. Un hijo, Niulala Helu, es un exprofesor de cultura tongana en la Universidad de Auckland.

### Últimos años
En el retiro, Helu siguió siendo una autoridad en historia, tradición y educación de Tonga, y aunque no era un político, siguió siendo una voz influyente en la política de Tonga debido a la reivindicación de su defensa de la democracia. En Atenisi, retuvo el título de Profesor Emérito de Filosofía y Cultura Tongana.
Los últimos años de su vida se vieron empañados por la disminución de la salud física y mental, ya que sufría de la enfermedad de Alzheimer.

### Obra
El Dr. Helu fue autor de varios libros, sobre todo dos libros sobre la cultura de Tonga, una monografía sobre Heráclito y una colección de ensayos sobre la cultura del Pacífico Sur. En 1999, la Universidad del Pacífico Sur le otorgó un doctorado honorario en literatura. El académico se retiró como director del instituto y decano de su universidad en 2007, reemplazado en el antiguo puesto por su hija Sisiʻuno (en 2008 y desde 2010) y su hijo Niulala (en 2009) y en este último (desde 2008-10 y desde 2015) por el Dr. Michael Horowitz, un sociólogo de los Estados Unidos que se desempeñó como decano asociado a fines de los años 90. El Dr. ʻOpeti Taliai, un antropólogo tongano que tiene un doctorado de la Universidad de Massey y un título universitario de Atenisi, fue decano de la universidad desde 2013 hasta 2014.

## Documental
En agosto de 2012, se proyectó una película sobre la vida de Futa Helu y la historia de Atenisi en el Festival Internacional de Cine de Nueva Zelanda, que obtuvo una crítica favorable en el New Zealand Herald. El documental, Tongan Ark, fue escrito, filmado y dirigido por Paul Janman, un antropólogo de Nueva Zelanda y exinstructor de Atenisi.